# Rommel Fernández

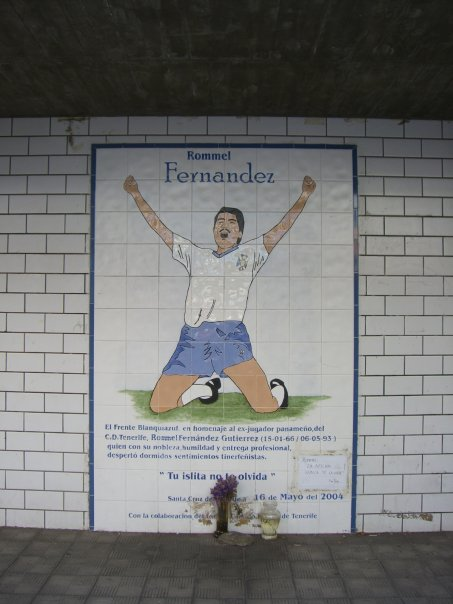
Gedenkwand von Rommel Fernández

Rommel Fernández Gutiérrez (* 15. Januar 1966 in El Chorrillo, Panama-Stadt; † 6. Mai 1993 nahe Albacete) war ein panamaischer Fußballspieler.

## Leben
In seinem Geburtsland spielte „Panzer“, wie man ihn liebevoll nannte, für Atlético Panamá und Alianza Panamá sowie Macabi FC. Er lief in zahlreichen Spielen für sein Land auf und es war eine Reise der Nationalmannschaft nach Spanien, die ihm erste internationale Aufmerksamkeit einbrachte. Im Mundialito de la Emigración, einem Turnier, in dem CD Teneriffa gegen eine Auswahl spanisch-abstämmiger Fußballer spielte, fiel Fernández derart auf, dass der lokale Verein ihm ein Angebot machte. Im Jahr 1986 wechselte er dann nach Spanien in die Segunda División zu CD Teneriffa. Er spielte später auch für den FC Valencia und Albacete Balompié in der Primera División. Er wurde als erster Fußballer aus Panama, der in Europa bei einem Proficlub einen Vertrag bekam, schnell zu einem Publikumsliebling.
Nach drei Jahren in der Segunda División stieg Fernández 1989 mit CD Teneriffa in die Primera División auf. Er bestritt sein Debüt in der Liga am 3. September 1989 gegen den FC Sevilla. In der Saison 1989/90 traf er zehnmal ins gegnerische Tor und wurde als „Bester Spieler Südamerikas“ in der höchsten spanischen Spielklasse ausgezeichnet.
Er spielte eine weitere Saison in Teneriffa und nachdem er in fünf Jahren 48 Tore für seinen Verein geschossen hatte, wechselte er 1991 zum dreimaligen UEFA-Pokal-Gewinner FC Valencia. Dort kam er allerdings eher sporadisch zum Einsatz und konnte in seinem ersten Jahr nur zwei Tore erzielen. Zur Spielzeit 1992/93 wechselte er deshalb zu Albacete Balompié, wo er zu seiner Form zurückfand. Er schoss für Albacete sein 50. Erstligator, interessanterweise gegen CD Teneriffa, für die er Jahre vorher sein erstes erzielt hatte.
Das Estadio Revolución in Panama-Stadt wurde ihm zu Ehren in Estadio Rommel Fernández umbenannt, nachdem er am 6. Mai 1993 bei einem Autounfall nahe Albacete, als er die Kontrolle über sein Fahrzeug verlor und gegen einen Baum prallte, gestorben war. Er war außerordentlich beliebt bei seinen Fans und ein so wichtiger Teil der Nationalmannschaft, dass man beschloss, dem Stadion seinen Namen zu geben. Er wird als eine der wichtigsten Personen des Sports in Panama angesehen.
Sein letztes Länderspiel war eine 1:5-Niederlage am 23. August 1992 gegen Costa Rica in der Qualifikation zur WM 1994 in den USA.